# Deroplia hesperus
Deroplia hesperus är en skalbaggsart som först beskrevs av Thomas Vernon Wollaston 1863.  Deroplia hesperus ingår i släktet Deroplia och familjen långhorningar. Inga underarter finns listade i Catalogue of Life.